# 8069 Benweiss
8069 Benweiss este un asteroid din centura principală de asteroizi.

## Descriere
8069 Benweiss este un asteroid din centura principală de asteroizi. A fost descoperit pe 2 martie 1981 la Siding Spring de Schelte J. Bus. Asteroidul prezintă o orbită caracterizată de o semiaxă mare de 2,34 ua, o excentricitate de 0,07 și o înclinație de 6,1° în raport cu ecliptica.